# Blink-182/Diskografie
Diese Diskografie ist eine Übersicht über die musikalischen Werke der US-amerikanischen Rockband Blink-182. Den Quellenangaben und Schallplattenauszeichnungen zufolge hat sie bisher mehr als 60,9 Millionen Tonträger verkauft, davon über 50 Millionen Alben, womit sie zu den erfolgreichsten Vertretern des Pop-Punk zählt. Alleine in ihrem Heimatland hat sie über 13,3 Millionen Tonträger verkauft. Ihre erfolgreichste Veröffentlichung ist das dritte Studioalbum Enema of the State mit über 15 Millionen verkauften Einheiten.

## Alben

### Studioalben
| Jahr | Titel Musiklabel                                 | Höchstplatzierung, Gesamtwochen, AuszeichnungChartplatzierungen (Jahr, Titel, Musiklabel, Platzierungen, Wochen, Auszeichnungen, Anmerkungen) | Höchstplatzierung, Gesamtwochen, AuszeichnungChartplatzierungen (Jahr, Titel, Musiklabel, Platzierungen, Wochen, Auszeichnungen, Anmerkungen) | Höchstplatzierung, Gesamtwochen, AuszeichnungChartplatzierungen (Jahr, Titel, Musiklabel, Platzierungen, Wochen, Auszeichnungen, Anmerkungen) | Höchstplatzierung, Gesamtwochen, AuszeichnungChartplatzierungen (Jahr, Titel, Musiklabel, Platzierungen, Wochen, Auszeichnungen, Anmerkungen) | Höchstplatzierung, Gesamtwochen, AuszeichnungChartplatzierungen (Jahr, Titel, Musiklabel, Platzierungen, Wochen, Auszeichnungen, Anmerkungen) | Höchstplatzierung, Gesamtwochen, AuszeichnungChartplatzierungen (Jahr, Titel, Musiklabel, Platzierungen, Wochen, Auszeichnungen, Anmerkungen) | Anmerkungen                                                   |
| Jahr | Titel Musiklabel                                 | DE | AT | CH | UK | US | Rock | Anmerkungen                                                   |
| ---- | ------------------------------------------------ | --- | --- | --- | --- | --- | --- | ------------------------------------------------------------- |
| 1995 | Cheshire Cat Grilled Cheese (GRL)                | — | — | — | UK— SilberUK | — | — | Erstveröffentlichung: 17. Februar 1995 Verkäufe: + 60.000     |
| 1997 | Dude Ranch MCA Records (UMG)                     | — | — | — | UK100 Gold · (1 Wo.)UK | US67 Platin · (48 Wo.)US | — | Erstveröffentlichung: 17. Juni 1997 Verkäufe: + 1.330.000     |
| 1999 | Enema of the State MCA Records (UMG)             | DE18 (35 Wo.)DE | AT6 Gold · (18 Wo.)AT | CH13 Gold · (40 Wo.)CH | UK15 Platin · (38 Wo.)UK | US9 ×5Fünffachplatin · (86 Wo.)US | — | Erstveröffentlichung: 1. Juni 1999 Verkäufe: + 15.000.000     |
| 2001 | Take Off Your Pants and Jacket MCA Records (UMG) | DE1 Gold · (27 Wo.)DE | AT3 (18 Wo.)AT | CH4 Gold · (30 Wo.)CH | UK4 Platin · (34 Wo.)UK | US1 ×2Doppelplatin · (58 Wo.)US | — | Erstveröffentlichung: 11. Juni 2001 Verkäufe: + 14.000.000    |
| 2003 | blink-182 Geffen Records (UMG)                   | DE14 Gold · (25 Wo.)DE | AT16 (21 Wo.)AT | CH17 (21 Wo.)CH | UK22 Platin · (46 Wo.)UK | US3 Platin · (47 Wo.)US | — | Erstveröffentlichung: 15. November 2003 Verkäufe: + 7.000.000 |
| 2011 | Neighborhoods Interscope Records (UMG)           | DE6 (5 Wo.)DE | AT7 (4 Wo.)AT | CH11 (5 Wo.)CH | UK6 Gold · (5 Wo.)UK | US2 (14 Wo.)US | Rock1 (17 Wo.)Rock | Erstveröffentlichung: 23. September 2011 Verkäufe: + 100.000  |
| 2016 | California BMG Rights Management (WMG)           | DE3 (11 Wo.)DE | AT2 (11 Wo.)AT | CH3 (8 Wo.)CH | UK1 Gold · (12 Wo.)UK | US1 Gold · (24 Wo.)US | Rock1 (32 Wo.)Rock | Erstveröffentlichung: 1. Juli 2016 Verkäufe: + 675.000        |
| 2019 | Nine Columbia Records (Sony)                     | DE4 (3 Wo.)DE | AT8 (5 Wo.)AT | CH13 (2 Wo.)CH | UK6 (3 Wo.)UK | US3 (3 Wo.)US | Rock1 (4 Wo.)Rock | Erstveröffentlichung: 20. September 2019 Verkäufe: + 202.000  |
| 2023 | One More Time… Columbia Records (Sony)           | DE2 (6 Wo.)DE | AT2 (7 Wo.)AT | CH2 (4 Wo.)CH | UK2 Silber · (4 Wo.)UK | US1 (6 Wo.)US | Rock1 (4 Wo.)Rock | Erstveröffentlichung: 20. Oktober 2023 Verkäufe: + 100.000    |

grau schraffiert: keine Chartdaten aus diesem Jahr verfügbar

### Livealben
| Jahr | Titel                                                                     | Höchstplatzierung, Gesamtwochen, AuszeichnungChartplatzierungen (Jahr, Titel, Platzierungen, Wochen, Auszeichnungen, Anmerkungen) | Höchstplatzierung, Gesamtwochen, AuszeichnungChartplatzierungen (Jahr, Titel, Platzierungen, Wochen, Auszeichnungen, Anmerkungen) | Höchstplatzierung, Gesamtwochen, AuszeichnungChartplatzierungen (Jahr, Titel, Platzierungen, Wochen, Auszeichnungen, Anmerkungen) | Höchstplatzierung, Gesamtwochen, AuszeichnungChartplatzierungen (Jahr, Titel, Platzierungen, Wochen, Auszeichnungen, Anmerkungen) | Höchstplatzierung, Gesamtwochen, AuszeichnungChartplatzierungen (Jahr, Titel, Platzierungen, Wochen, Auszeichnungen, Anmerkungen) | Höchstplatzierung, Gesamtwochen, AuszeichnungChartplatzierungen (Jahr, Titel, Platzierungen, Wochen, Auszeichnungen, Anmerkungen) | Anmerkungen                                                |
| Jahr | Titel                                                                     | DE | AT | CH | UK | US | Rock | Anmerkungen                                                |
| ---- | ------------------------------------------------------------------------- | --- | --- | --- | --- | --- | --- | ---------------------------------------------------------- |
| 2000 | The Mark, Tom and Travis Show (The Enema Strikes Back!) MCA Records (UMG) | DE43 (6 Wo.)DE | AT38 (8 Wo.)AT | CH36 (11 Wo.)CH | UK69 Gold · (1 Wo.)UK | US8 Gold · (17 Wo.)US | — | Erstveröffentlichung: 4. November 2000 Verkäufe: + 777.500 |

grau schraffiert: keine Chartdaten aus diesem Jahr verfügbar

### Kompilationen
| Jahr | Titel                              | Höchstplatzierung, Gesamtwochen, AuszeichnungChartplatzierungen (Jahr, Titel, Platzierungen, Wochen, Auszeichnungen, Anmerkungen) | Höchstplatzierung, Gesamtwochen, AuszeichnungChartplatzierungen (Jahr, Titel, Platzierungen, Wochen, Auszeichnungen, Anmerkungen) | Höchstplatzierung, Gesamtwochen, AuszeichnungChartplatzierungen (Jahr, Titel, Platzierungen, Wochen, Auszeichnungen, Anmerkungen) | Höchstplatzierung, Gesamtwochen, AuszeichnungChartplatzierungen (Jahr, Titel, Platzierungen, Wochen, Auszeichnungen, Anmerkungen) | Höchstplatzierung, Gesamtwochen, AuszeichnungChartplatzierungen (Jahr, Titel, Platzierungen, Wochen, Auszeichnungen, Anmerkungen) | Höchstplatzierung, Gesamtwochen, AuszeichnungChartplatzierungen (Jahr, Titel, Platzierungen, Wochen, Auszeichnungen, Anmerkungen) | Anmerkungen                                                  |
| Jahr | Titel                              | DE | AT | CH | UK | US | Rock | Anmerkungen                                                  |
| ---- | ---------------------------------- | --- | --- | --- | --- | --- | --- | ------------------------------------------------------------ |
| 2005 | Greatest Hits Geffen Records (UMG) | DE26 Platin · (11 Wo.)DE | AT21 (9 Wo.)AT | CH45 (3 Wo.)CH | UK6 ×3Dreifachplatin · (32 Wo.)UK                                                                                                 | US6 (176 Wo.)US | Rock10 (87 Wo.)Rock | Erstveröffentlichung: 28. Oktober 2005 Verkäufe: + 1.450.000 |

grau schraffiert: keine Chartdaten aus diesem Jahr verfügbar

### EPs
| Jahr | Titel                                             | Höchstplatzierung, Gesamtwochen, AuszeichnungChartplatzierungen (Jahr, Titel, Platzierungen, Wochen, Auszeichnungen, Anmerkungen) | Höchstplatzierung, Gesamtwochen, AuszeichnungChartplatzierungen (Jahr, Titel, Platzierungen, Wochen, Auszeichnungen, Anmerkungen) | Höchstplatzierung, Gesamtwochen, AuszeichnungChartplatzierungen (Jahr, Titel, Platzierungen, Wochen, Auszeichnungen, Anmerkungen) | Höchstplatzierung, Gesamtwochen, AuszeichnungChartplatzierungen (Jahr, Titel, Platzierungen, Wochen, Auszeichnungen, Anmerkungen) | Höchstplatzierung, Gesamtwochen, AuszeichnungChartplatzierungen (Jahr, Titel, Platzierungen, Wochen, Auszeichnungen, Anmerkungen) | Höchstplatzierung, Gesamtwochen, AuszeichnungChartplatzierungen (Jahr, Titel, Platzierungen, Wochen, Auszeichnungen, Anmerkungen) | Anmerkungen                             |
| Jahr | Titel                                             | DE | AT | CH | UK | US | Rock | Anmerkungen                             |
| ---- | ------------------------------------------------- | --- | --- | --- | --- | --- | --- | --------------------------------------- |
| 1995 | They Came to Conquer… Uranus Grilled Cheese (GRL) | — | — | — | — | — | — | Erstveröffentlichung: 1995              |
| 1996 | Wasting Time Grilled Cheese (GRL)                 | — | — | — | — | — | — | Erstveröffentlichung: 28. Juni 1996     |
| 2012 | Dogs Eating Dogs Selbstverlag                     | — | — | — | — | US23 (5 Wo.)US | Rock5 (5 Wo.)Rock | Erstveröffentlichung: 18. Dezember 2012 |

grau schraffiert: keine Chartdaten aus diesem Jahr verfügbar

## Singles

### Als Leadmusiker
| Jahr | Titel Album                                               | Höchstplatzierung, Gesamtwochen, AuszeichnungChartplatzierungen (Jahr, Titel, Album, Platzierungen, Wochen, Auszeichnungen, Anmerkungen) | Höchstplatzierung, Gesamtwochen, AuszeichnungChartplatzierungen (Jahr, Titel, Album, Platzierungen, Wochen, Auszeichnungen, Anmerkungen) | Höchstplatzierung, Gesamtwochen, AuszeichnungChartplatzierungen (Jahr, Titel, Album, Platzierungen, Wochen, Auszeichnungen, Anmerkungen) | Höchstplatzierung, Gesamtwochen, AuszeichnungChartplatzierungen (Jahr, Titel, Album, Platzierungen, Wochen, Auszeichnungen, Anmerkungen) | Höchstplatzierung, Gesamtwochen, AuszeichnungChartplatzierungen (Jahr, Titel, Album, Platzierungen, Wochen, Auszeichnungen, Anmerkungen) | Höchstplatzierung, Gesamtwochen, AuszeichnungChartplatzierungen (Jahr, Titel, Album, Platzierungen, Wochen, Auszeichnungen, Anmerkungen) | Anmerkungen                                                                                           | [↑]: gemeinsam behandelt mit vorhergehendem Eintrag; [←]: in beiden Charts platziert |
| Jahr | Titel Album                                               | DE | AT | CH | UK | US | Rock | Anmerkungen                                                                                           |                                                                                      |
| --- | --------------------------------------------------------- | --- | --- | --- | --- | --- | --- | --- | ------------------------------------------------------------------------------------ |
| 1997 | Apple Shampoo Dude Ranch                                  | — | — | — | — | — | — | Erstveröffentlichung: 13. April 1997                                                                  |                                                                                      |
| 1997 | Dick Lips Dude Ranch                                      | — | — | — | — | — | — | Erstveröffentlichung: 19. Mai 1997                                                                    |                                                                                      |
| 1997 | Dammit (Growing Up) Dude Ranch                            | — | — | — | UK— SilberUK | — | — | Erstveröffentlichung: 23. Juli 1997 Verkäufe: + 200.000                                               |                                                                                      |
| 1998 | Josie (Everything’s Gonna Be Fine) Dude Ranch             | — | — | — | — | — | — | Erstveröffentlichung: 17. September 1998                                                              |                                                                                      |
| 1999 | What’s My Age Again? Enema of the State                   | DE80 Gold · (9 Wo.)DE | — | CH52 (8 Wo.)CH | UK17 Platin · (10 Wo.)UK | US58 (20 Wo.)US | — | Erstveröffentlichung: 4. April 1999 Neuauflage: 23. August 2019 (mit Lil Wayne) Verkäufe: + 1.040.000 |                                                                                      |
| 2000 | All the Small Things Enema of the State                   | DE11 Platin · (15 Wo.)DE | AT4 (13 Wo.)AT | CH14 (22 Wo.)CH | UK2 ×3Dreifachplatin · (14 Wo.)UK | US6 (23 Wo.)US | Rock22 (1 Wo.)Rock | Erstveröffentlichung: 18. Januar 2000 Verkäufe: + 3.340.000                                           |                                                                                      |
| 2000 | Adam’s Song Enema of the State                            | DE98 (2 Wo.)DE | — | — | UK— SilberUK | — | — | Erstveröffentlichung: 5. September 2000 Verkäufe: + 225.000                                           |                                                                                      |
| 2000 | Man Overboard The Mark, Tom, and Travis Show              | — | — | — | — | — | — | Erstveröffentlichung: 2. Oktober 2000                                                                 |                                                                                      |
| 2001 | The Rock Show Take Off Your Pants and Jacket              | DE55 (9 Wo.)DE | AT38 (14 Wo.)AT | CH84 (9 Wo.)CH | UK14 Gold · (7 Wo.)UK | US71 (9 Wo.)US | — | Erstveröffentlichung: 22. Mai 2001 Verkäufe: + 400.000                                                |                                                                                      |
| 2001 | First Date Take Off Your Pants and Jacket                 | DE74 (6 Wo.)DE | AT69 (3 Wo.)AT | CH92 (3 Wo.)CH | UK31 Gold · (5 Wo.)UK | — | — | Erstveröffentlichung: 25. September 2001 Verkäufe: + 450.000                                          |                                                                                      |
| 2001 | I Won’t Be Home for Christmas –                           | — | — | — | — | — | — | Erstveröffentlichung: 16. Oktober 2001                                                                |                                                                                      |
| 2002 | Stay Together for the Kids Take Off Your Pants and Jacket | DE73 (4 Wo.)DE | — | CH85 (3 Wo.)CH | — | — | — | Erstveröffentlichung: 4. Februar 2002                                                                 |                                                                                      |
| 2003 | Feeling This blink-182                                    | DE49 (8 Wo.)DE | AT65 (2 Wo.)AT | CH60 (3 Wo.)CH | UK15 Silber · (10 Wo.)UK | US— GoldUS | — | Erstveröffentlichung: 2. Oktober 2003 Verkäufe: + 700.000                                             |                                                                                      |
| 2004 | I Miss You blink-182                                      | DE32 Gold · (9 Wo.)DE | AT41 (8 Wo.)AT | CH51 (5 Wo.)CH | UK8 ×2Doppelplatin · (14 Wo.)UK | US42 Gold · (20 Wo.)US | — | Erstveröffentlichung: 16. Februar 2004 Verkäufe: + 2.045.000                                          |                                                                                      |
| 2004 | Down blink-182                                            | DE76 (3 Wo.)DE | AT59 (3 Wo.)AT | — | UK24 (4 Wo.)UK | — | — | Erstveröffentlichung: 21. Juni 2004                                                                   |                                                                                      |
| 2004 | Always blink-182                                          | DE96 (2 Wo.)DE | — | — | UK36 Silber · (4 Wo.)UK | — | — | Erstveröffentlichung: 1. November 2004 Verkäufe: + 200.000                                            |                                                                                      |
| 2005 | Not Now Greatest Hits                                     | — | — | — | UK30 (3 Wo.)UK | — | — | Erstveröffentlichung: 28. November 2005                                                               |                                                                                      |
| 2011 | Up All Night Neighborhoods                                | — | — | — | UK48 (1 Wo.)UK | US65 (2 Wo.)US | Rock6 (20 Wo.)Rock | Erstveröffentlichung: 15. Juli 2011                                                                   |                                                                                      |
| 2011 | Heart’s All Gone Neighborhoods                            | — | — | — | — | — | — | Erstveröffentlichung: 4. August 2011                                                                  |                                                                                      |
| 2016 | Bored to Death California                                 | — | — | — | UK— SilberUK | US85 Gold · (2 Wo.)US | Rock6 (26 Wo.)Rock | Erstveröffentlichung: 27. April 2016 Verkäufe: + 815.000                                              |                                                                                      |
| 2016 | She’s Out of Her Mind California                          | — | — | — | — | — | Rock11 (26 Wo.)Rock | Erstveröffentlichung: 11. Oktober 2016                                                                |                                                                                      |
| 2019 | Blame It on My Youth Nine                                 | — | — | — | — | — | Rock9 (14 Wo.)Rock | Erstveröffentlichung: 8. Mai 2019                                                                     |                                                                                      |
| 2019 | Generation Divide Nine                                    | — | — | — | — | — | Rock32 (1 Wo.)Rock | Erstveröffentlichung: 21. Juni 2019                                                                   |                                                                                      |
| 2019 | Happy Days Nine                                           | — | — | — | — | — | — | Erstveröffentlichung: 1. Juli 2019                                                                    |                                                                                      |
| 2019 | Darkside Nine                                             | — | — | — | — | — | Rock7 (4 Wo.)Rock | Erstveröffentlichung: 26. Juli 2019                                                                   |                                                                                      |
| 2019 | I Really Wish I Hated You Nine                            | — | — | — | — | — | Rock4 (21 Wo.)Rock | Erstveröffentlichung: 6. September 2019                                                               |                                                                                      |
| 2019 | Not Another Christmas Song –                              | — | — | — | — | — | — | Erstveröffentlichung: 5. Dezember 2019                                                                |                                                                                      |
| 2020 | Quarantine –                                              | — | — | — | — | — | Rock46 (1 Wo.)Rock | Erstveröffentlichung: 7. August 2020                                                                  |                                                                                      |
| 2022 | Edging One More Time…                                     | — | — | — | UK31 (1 Wo.)UK | US61 (1 Wo.)US | Rock7 (18 Wo.)Rock | Erstveröffentlichung: 14. Oktober 2022                                                                |                                                                                      |
| 2023 | One More Time One More Time…                              | DE— aDE | — | — | UK28 (6 Wo.)UK | US62 Gold · (2 Wo.)US | Rock10 (22 Wo.)Rock | Erstveröffentlichung: 21. September 2023 Verkäufe: + 500.000; Doppel-A-Seite                          |                                                                                      |
| 2023 | More Than You Know One More Time…[DE: ↑]                  | DE— aDE | — | — | UK99 (1 Wo.)UK[US: ↑] | US62 Gold · (2 Wo.)US | Rock41 (2 Wo.)Rock | Erstveröffentlichung: 21. September 2023 Doppel-A-Seite                                               |                                                                                      |
| 2023 | Dance with Me One More Time…                              | — | — | — | UK55 (2 Wo.)UK | — | Rock28 (3 Wo.)Rock | Erstveröffentlichung: 5. Oktober 2023                                                                 |                                                                                      |
| 2023 | Fell in Love One More Time…                               | — | — | — | — | — | Rock34 (2 Wo.)Rock | Erstveröffentlichung: 13. Oktober 2023                                                                |                                                                                      |
| 2023 | You Don’t Know What You’ve Got One More Time…             | — | — | — | — | — | Rock49 (1 Wo.)Rock | Erstveröffentlichung: 18. Oktober 2023                                                                |                                                                                      |
| 2024 | All In My Head One More Time...                           | — | — | — | — | — | Rock45 (1 Wo.)Rock | Erstveröffentlichung: 23. August 2024                                                                 |                                                                                      |
| Folgende Lieder erschienen nicht als Single, wurden aber durch das Album zum Download und Streaming bereitgestellt und konnten somit eine Platzierung erlangen: |                                                           | | | | | | | |                                                                                      |
| |                                                           | | | | | | | |                                                                                      |
| 2016 | Cynical California                                        | — | — | — | — | — | Rock20 (4 Wo.)Rock | Charteinstieg: 23. Juli 2016                                                                          |                                                                                      |
| 2016 | Sober California                                          | — | — | — | — | — | Rock25 (4 Wo.)Rock | Charteinstieg: 23. Juli 2016                                                                          |                                                                                      |
| 2016 | Home Is Such a Lonely Place California                    | — | — | — | — | — | Rock29 (2 Wo.)Rock | Charteinstieg: 23. Juli 2016                                                                          |                                                                                      |
| 2016 | Los Angeles California                                    | — | — | — | — | — | Rock31 (2 Wo.)Rock | Charteinstieg: 23. Juli 2016                                                                          |                                                                                      |
| 2016 | Left Alone California                                     | — | — | — | — | — | Rock33 (1 Wo.)Rock | Charteinstieg: 23. Juli 2016                                                                          |                                                                                      |
| 2016 | San Diego California                                      | — | — | — | — | — | Rock35 (2 Wo.)Rock | Charteinstieg: 23. Juli 2016                                                                          |                                                                                      |
| 2016 | Kings of the Weekend California                           | — | — | — | — | — | Rock36 (1 Wo.)Rock | Charteinstieg: 23. Juli 2016                                                                          |                                                                                      |
| 2016 | California                                                | — | — | — | — | — | Rock37 (2 Wo.)Rock | Charteinstieg: 23. Juli 2016                                                                          |                                                                                      |
| 2016 | Teenage Satellites California                             | — | — | — | — | — | Rock42 (1 Wo.)Rock | Charteinstieg: 23. Juli 2016                                                                          |                                                                                      |
| 2016 | The Only Thing That Matters California                    | — | — | — | — | — | Rock45 (1 Wo.)Rock | Charteinstieg: 23. Juli 2016                                                                          |                                                                                      |
| 2019 | Pin the Grenate Nine                                      | — | — | — | — | — | Rock13 (1 Wo.)Rock | Charteinstieg: 5. Oktober 2019                                                                        |                                                                                      |
| 2019 | The First Time Nine                                       | — | — | — | — | — | Rock15 (1 Wo.)Rock | Charteinstieg: 5. Oktober 2019                                                                        |                                                                                      |
| 2019 | Heaven Nine                                               | — | — | — | — | — | Rock26 (1 Wo.)Rock | Charteinstieg: 5. Oktober 2019                                                                        |                                                                                      |
| 2019 | Black Rain Nine                                           | — | — | — | — | — | Rock28 (1 Wo.)Rock | Charteinstieg: 5. Oktober 2019                                                                        |                                                                                      |
| 2019 | No Heart to Speak Of Nine                                 | — | — | — | — | — | Rock29 (1 Wo.)Rock | Charteinstieg: 5. Oktober 2019                                                                        |                                                                                      |
| 2019 | Run Away Nine                                             | — | — | — | — | — | Rock33 (1 Wo.)Rock | Charteinstieg: 5. Oktober 2019                                                                        |                                                                                      |
| 2019 | On Some Emo Shit Nine                                     | — | — | — | — | — | Rock36 (1 Wo.)Rock | Charteinstieg: 5. Oktober 2019                                                                        |                                                                                      |
| 2019 | Hungover You Nine                                         | — | — | — | — | — | Rock37 (1 Wo.)Rock | Charteinstieg: 5. Oktober 2019                                                                        |                                                                                      |
| 2019 | Remember to Forget Me Nine                                | — | — | — | — | — | Rock40 (1 Wo.)Rock | Charteinstieg: 5. Oktober 2019                                                                        |                                                                                      |
| 2019 | Ransome Nine                                              | — | — | — | — | — | Rock42 (1 Wo.)Rock | Charteinstieg: 5. Oktober 2019                                                                        |                                                                                      |
| 2023 | Anthem, Pt. 3 One More Time…                              | — | — | — | UK48 (1 Wo.)UK | — | Rock22 (2 Wo.)Rock | Charteinstieg: 2. November 2023                                                                       |                                                                                      |
| 2023 | Terrified One More Time…                                  | — | — | — | — | — | Rock38 (1 Wo.)Rock | Charteinstieg: 4. November 2023                                                                       |                                                                                      |
| 2023 | When We Were Young One More Time…                         | — | — | — | — | — | Rock48 (1 Wo.)Rock | Charteinstieg: 4. November 2023                                                                       |                                                                                      |
| 2023 | Blink Wave One More Time…                                 | — | — | — | — | — | Rock50 (1 Wo.)Rock | Charteinstieg: 4. November 2023                                                                       |                                                                                      |

grau schraffiert: keine Chartdaten aus diesem Jahr verfügbar

### Als Gastmusiker
| Jahr | Titel Album                                | Höchstplatzierung, Gesamtwochen, AuszeichnungChartplatzierungen (Jahr, Titel, Album, Platzierungen, Wochen, Auszeichnungen, Anmerkungen) | Höchstplatzierung, Gesamtwochen, AuszeichnungChartplatzierungen (Jahr, Titel, Album, Platzierungen, Wochen, Auszeichnungen, Anmerkungen) | Höchstplatzierung, Gesamtwochen, AuszeichnungChartplatzierungen (Jahr, Titel, Album, Platzierungen, Wochen, Auszeichnungen, Anmerkungen) | Höchstplatzierung, Gesamtwochen, AuszeichnungChartplatzierungen (Jahr, Titel, Album, Platzierungen, Wochen, Auszeichnungen, Anmerkungen) | Höchstplatzierung, Gesamtwochen, AuszeichnungChartplatzierungen (Jahr, Titel, Album, Platzierungen, Wochen, Auszeichnungen, Anmerkungen) | Höchstplatzierung, Gesamtwochen, AuszeichnungChartplatzierungen (Jahr, Titel, Album, Platzierungen, Wochen, Auszeichnungen, Anmerkungen) | Anmerkungen                                                        |
| Jahr | Titel Album                                | DE | AT | CH | UK | US | Rock | Anmerkungen                                                        |
| --- | ------------------------------------------ | --- | --- | --- | --- | --- | --- | ------------------------------------------------------------------ |
| 2019 | Scumbag Don’t Forget Where You Came from   | — | — | — | — | — | — | Erstveröffentlichung: 30. Oktober 2019 Goody Grace feat. Blink-182 |
| 2020 | Let Me Down Ugly Is Beautiful              | — | — | — | — | — | — | Erstveröffentlichung: 6. Juli 2020 Oliver Tree feat. Blink-182     |
| Folgende Lieder erschienen nicht als Single, wurden aber durch das Album zum Download und Streaming bereitgestellt und konnten somit eine Platzierung erlangen: |                                            | | | | | | |                                                                    |
| |                                            | | | | | | |                                                                    |
| 2019 | It’s All Fading to Black Bad Vibes Forever | — | — | — | — | — | Rock17 (1 Wo.)Rock | Charteinstieg: 21. Dezember 2019 XXXTentacion feat. Blink-182      |
| 2019 | P.S. I Hope You’re Happy World War Joy     | — | — | — | — | — | Rock21 (1 Wo.)Rock | Charteinstieg: 21. Dezember 2019 The Chainsmokers feat. Blink-182  |

## Videoalben und Musikvideos

### Videoalben
| Jahr | Titel                                                      | Höchstplatzierung, Gesamtwochen, AuszeichnungChartplatzierungen (Jahr, Titel, Platzierungen, Wochen, Auszeichnungen, Anmerkungen) | Höchstplatzierung, Gesamtwochen, AuszeichnungChartplatzierungen (Jahr, Titel, Platzierungen, Wochen, Auszeichnungen, Anmerkungen) | Höchstplatzierung, Gesamtwochen, AuszeichnungChartplatzierungen (Jahr, Titel, Platzierungen, Wochen, Auszeichnungen, Anmerkungen) | Höchstplatzierung, Gesamtwochen, AuszeichnungChartplatzierungen (Jahr, Titel, Platzierungen, Wochen, Auszeichnungen, Anmerkungen) | Höchstplatzierung, Gesamtwochen, AuszeichnungChartplatzierungen (Jahr, Titel, Platzierungen, Wochen, Auszeichnungen, Anmerkungen) | Anmerkungen                                                 |
| Jahr | Titel                                                      | DE | AT | CH | UK | US | Anmerkungen                                                 |
| ---- | ---------------------------------------------------------- | --- | --- | --- | --- | --- | ----------------------------------------------------------- |
| 1999 | The Urethra Chronicles MCA                                 | — | — | — | UK3 Gold · (42 Wo.)UK | US8 Platin · (… Wo.)US | Erstveröffentlichung: 30. November 1999 Verkäufe: + 130.000 |
| 2002 | The Urethra Chronicles II: Harder Faster Faster Harder MCA | — | — | — | UK6 (11 Wo.)UK | US1 (… Wo.)US | Erstveröffentlichung: 7. Mai 2002 Verkäufe: + 15.000        |
| 2005 | Greatest Hits Geffen Records                               | DE*DE | — | CH*CH | UK9 (7 Wo.)UK | — | Erstveröffentlichung: 28. Oktober 2005 * siehe Kompilation  |

### Musikvideos
| Jahr | Titel                              | Regie                                                                         |
| ---- | ---------------------------------- | ----------------------------------------------------------------------------- |
| 1995 | M + M’s                            | Ken Daurio, Darren Doane                                                      |
| 1997 | Dammit (Growing Up)                | Ken Daurio, Darren Doane                                                      |
| 1998 | Josie (Everything’s Gonna Be Fine) | Brendan Lambe, Jason Matzner (Version 1) Ken Daurio, Darren Doane (Version 2) |
| 1999 | What’s My Age Again?               | Marcos Siega                                                                  |
| 1999 | All the Small Things               | Marcos Siega                                                                  |
| 2000 | Adam’s Song                        | Liz Friedlander                                                               |
| 2000 | Man Overboard                      | Marcos Siega                                                                  |
| 2001 | The Rock Show                      | The Malloys                                                                   |
| 2001 | First Date                         | The Malloys                                                                   |
| 2002 | Stay Together for the Kids         | Samuel Bayer                                                                  |
| 2002 | Anthem Part Two (Live in Chicago)  | Virgil P. Thompson                                                            |
| 2003 | Feeling This                       | David LaChapelle                                                              |
| 2004 | I Miss You                         | Jonas Åkerlund                                                                |
| 2004 | Down                               | Estevan Orial                                                                 |
| 2004 | Always                             | Joseph Kahn                                                                   |
| 2005 | Not Now                            | Estevan Orial                                                                 |
| 2011 | Up All Night                       | Isaac Rentz                                                                   |
| 2011 | Heart’s All Gone                   | Jason B. Bergh                                                                |
| 2011 | Wishing Well                       | Haven Lamoureux                                                               |
| 2011 | After Midnight                     | Isaac Rentz                                                                   |
| 2016 | Bored to Death                     | Rob Soucy                                                                     |
| 2016 | She’s Out of Her Mind              | Jason Koenig, Nicholas Lam                                                    |
| 2017 | Home Is Such a Lonely Place        | Jason Goldwatch                                                               |
| 2019 | Generational Divide                | Kevin Kerslake                                                                |
| 2019 | Darkside                           | Andrew Sandler                                                                |
| 2019 | Not Another Christmas Song         | Johnny McHone                                                                 |
| 2020 | Happy Days                         | Andrew Sandler                                                                |
| 2022 | Edging                             | Cole Bennett                                                                  |
| 2023 | One More Time                      | Carlos López Estrada                                                          |
| 2023 | Dance with Me                      | The Malloys                                                                   |

## Promoveröffentlichungen
Promo-Singles

| Jahr | Titel Album                                                             | Höchstplatzierung, Gesamtwochen, AuszeichnungChartplatzierungen (Jahr, Titel, Album, Platzierungen, Wochen, Auszeichnungen, Anmerkungen) | Höchstplatzierung, Gesamtwochen, AuszeichnungChartplatzierungen (Jahr, Titel, Album, Platzierungen, Wochen, Auszeichnungen, Anmerkungen) | Höchstplatzierung, Gesamtwochen, AuszeichnungChartplatzierungen (Jahr, Titel, Album, Platzierungen, Wochen, Auszeichnungen, Anmerkungen) | Höchstplatzierung, Gesamtwochen, AuszeichnungChartplatzierungen (Jahr, Titel, Album, Platzierungen, Wochen, Auszeichnungen, Anmerkungen) | Höchstplatzierung, Gesamtwochen, AuszeichnungChartplatzierungen (Jahr, Titel, Album, Platzierungen, Wochen, Auszeichnungen, Anmerkungen) | Höchstplatzierung, Gesamtwochen, AuszeichnungChartplatzierungen (Jahr, Titel, Album, Platzierungen, Wochen, Auszeichnungen, Anmerkungen) | Anmerkungen                                                        |
| Jahr | Titel Album                                                             | DE | AT | CH | UK | US | Rock | Anmerkungen                                                        |
| ---- | ----------------------------------------------------------------------- | --- | --- | --- | --- | --- | --- | ------------------------------------------------------------------ |
| 1995 | M + M’s Cheshire Cat                                                    | — | — | — | — | — | — | Erstveröffentlichung: 23. Mai 1995                                 |
| 1999 | Family Reunion Short Music for Short People (Sampler)                   | — | — | — | — | — | — | Erstveröffentlichung: 1999                                         |
| 2000 | Dumpweed (Live) The Mark, Tom and Travis Show (The Enema Strikes Back!) | — | — | — | — | — | — | Erstveröffentlichung: 2000                                         |
| 2005 | Another Girl, Another Planet Greatest Hits                              | — | — | — | — | — | — | Erstveröffentlichung: 2005 Original: The Only Ones                 |
| 2011 | After Midnight Neighborhoods                                            | — | — | — | — | US88 (1 Wo.)US | Rock20 (20 Wo.)Rock | Erstveröffentlichung: 6. September 2011                            |
| 2011 | Wishing Well Neighborhoods                                              | — | — | — | — | — | — | Erstveröffentlichung: 21. November 2011                            |
| 2012 | Red Airplane Take Off Your Pants and Jacket (Red Take Off Version)      | — | — | — | — | — | — | Erstveröffentlichung: 2012 Inhalt: Mother’s Day + Time to Break Up |
| 2016 | Rabbit Hole California                                                  | — | — | — | — | — | Rock19 (2 Wo.)Rock | Erstveröffentlichung: 8. Juni 2016                                 |
| 2016 | No Future California                                                    | — | — | — | — | — | Rock23 (4 Wo.)Rock | Erstveröffentlichung: 28. Juni 2016                                |
| 2017 | Parking Lot California                                                  | — | — | — | — | — | Rock34 (1 Wo.)Rock | Erstveröffentlichung: 16. März 2017                                |
| 2017 | Misery California                                                       | — | — | — | — | — | Rock23 (1 Wo.)Rock | Erstveröffentlichung: 29. März 2017                                |
| 2017 | Can’t Get You More Pregnant California                                  | — | — | — | — | — | — | Erstveröffentlichung: 12. April 2017                               |
| 2017 | 6 / 8 California                                                        | — | — | — | — | — | — | Erstveröffentlichung: 27. April 2017                               |
| 2017 | Wildfire California                                                     | — | — | — | — | — | — | Erstveröffentlichung: 11. Mai 2017                                 |

grau schraffiert: keine Chartdaten aus diesem Jahr verfügbar
| Jahr | Titel Musiklabel                              | Anmerkungen                                             |
| ---- | --------------------------------------------- | ------------------------------------------------------- |
| 1995 | Short Bus Selbstverlag                        | Erstveröffentlichung: 3. April 1995 mit The Iconoclasts |
| 1996 | Lemmings / Going Nowhere Grilled Cheese (GRL) | Erstveröffentlichung: 1996 mit Swindle                  |

## Sonderveröffentlichungen

### Alben
| Jahr | Titel Musiklabel                                                          | Anmerkungen                                                 |
| ---- | ------------------------------------------------------------------------- | ----------------------------------------------------------- |
| 2010 | Enema of the State + Take Off Your Pants and Jacket Universal Music (UMG) | Erstveröffentlichung: 31. Mai 2010 Teil der „2-for-1“-Reihe |
| 2013 | Icon Geffen Records (UMG)                                                 | Erstveröffentlichung: 19. März 2013 Teil der „Icon“-Reihe   |

| Jahr | Titel Musiklabel | Anmerkungen                                                          |
| ---- | ---------------- | -------------------------------------------------------------------- |
| 2003 | AOL Sessions –   | Erstveröffentlichung: 3. November 2003 Teil der „AOL-Sessions“-Reihe |

| Jahr | Titel Musiklabel        | Anmerkungen                        |
| ---- | ----------------------- | ---------------------------------- |
| 1993 | Flyswatter Selbstverlag | Erstveröffentlichung: Mai 1993     |
| 1993 | 21 Days Selbstverlag    | Erstveröffentlichung: 5. Juli 1993 |
| 1994 | Buddha Selbstverlag     | Erstveröffentlichung: Januar 1994  |

| Jahr | Titel Musiklabel               | Anmerkungen                                                            |
| ---- | ------------------------------ | ---------------------------------------------------------------------- |
| 2011 | Blink-182 Geffen Records (UMG) | Erstveröffentlichung: 20. September 2011                               |
| 2016 | Blink-182 Geffen Records (UMG) | Erstveröffentlichung: 7. Oktober 2016 Teil der „Collector’s-Box“-Reihe |

### Lieder
| Jahr | Titel Album                                | Anmerkungen                                                                                |
| ---- | ------------------------------------------ | ------------------------------------------------------------------------------------------ |
| 2018 | Why Are We So Broken Neon Future III       | Erstveröffentlichung: 9. November 2018 Steve Aoki feat. Blink-182                          |
| 2019 | It’s All Fading to Black Bad Vibes Forever | Erstveröffentlichung: 6. Dezember 2019 XXXTentacion feat. Blink-182                        |
| 2019 | P.S. I Hope You’re Happy World War Joy     | Erstveröffentlichung: 6. Dezember 2019 The Chainsmokers feat. Blink-182                    |
| 2020 | Death Bed (Remix) Poems of the Past        | Erstveröffentlichung: 29. Mai 2020 Powfu feat. Beabadoobee & Blink-182; Verkäufe: + 20.000 |
| 2020 | Let Me Down Ugly Is Beautiful              | Erstveröffentlichung: 17. Juli 2020 Oliver Tree feat. Blink-182                            |
| 2021 | Scumbag Don’t Forget Where You Came from   | Erstveröffentlichung: 26. Februar 2021 Goody Grace feat. Blink-182                         |

| Jahr | Titel Musiklabel                            | Anmerkungen                                                |
| ---- | ------------------------------------------- | ---------------------------------------------------------- |
| 1997 | Dancing with Myself Before You Were Punk    | Erstveröffentlichung: 11. März 1997 Original: Generation X |
| 1999 | Family Reunion Short Music for Short People | Erstveröffentlichung: 1. Juni 1999                         |

| Jahr | Titel Soundtrack                                                | Anmerkungen                                                  |
| ---- | --------------------------------------------------------------- | ------------------------------------------------------------ |
| 1997 | Voyeur Godmoney                                                 | Erstveröffentlichung: 12. August 1997                        |
| 1998 | Dammit (Growing Up) Ich kann’s kaum erwarten!                   | Erstveröffentlichung: 26. Mai 1998                           |
| 1999 | Enthused Die Killerhand                                         | Erstveröffentlichung: 13. April 1999                         |
| 1999 | Mutt American Pie – Wie ein heißer Apfelkuchen                  | Erstveröffentlichung: 29. Juni 1999                          |
| 1999 | Dead Man’s Curve Shake, Rattle and Roll: An American Love Story | Erstveröffentlichung: 7. November 1999 Original: Jan & Dean  |
| 2000 | Dancing with Myself Loose Change                                | Erstveröffentlichung: 25. Januar 2000 Original: Generation X |
| 2000 | Dumpweed Jailbait – Auf der High School ist die Hölle los       | Erstveröffentlichung: 11. April 2000                         |
| 2002 | All the Small Things Clockstoppers                              | Erstveröffentlichung: 26. März 2002                          |
| 2006 | Anthem, Pt. 2 Rebell in Turnschuhen                             | Erstveröffentlichung: 11. April 2006                         |
| 2016 | I Miss You Einfach das Ende der Welt                            | Erstveröffentlichung: 21. September 2016                     |

## Statistik

### Chartauswertung
|                     | DE    | AT    | CH    | UK     | US     | Rock      |
| ------------------- | ----- | ----- | ----- | ------ | ------ | --------- |
| Nummer-eins-Alben   | DE1DE | AT—AT | CH—CH | UK1UK  | US3US  | Rock4Rock |
| Top-10-Alben        | DE5DE | AT6AT | CH3CH | UK6UK  | US9US  | Rock6Rock |
| Alben in den Charts | DE9DE | AT9AT | CH9CH | UK10UK | US11US | Rock6Rock |

|                       | DE     | AT    | CH    | UK     | US    | Rock       |
| --------------------- | ------ | ----- | ----- | ------ | ----- | ---------- |
| Nummer-eins-Singles   | DE—DE  | AT—AT | CH—CH | UK—UK  | US—US | Rock—Rock  |
| Top-10-Singles        | DE—DE  | AT1AT | CH—CH | UK2UK  | US1US | Rock7Rock  |
| Singles in den Charts | DE10DE | AT6AT | CH7CH | UK15UK | US9US | Rock47Rock |

|                          | DE    | AT    | CH    | UK    | US    |
| ------------------------ | ----- | ----- | ----- | ----- | ----- |
| Nummer-eins-Videoalben   | DE—DE | AT—AT | CH—CH | UK—UK | US1US |
| Top-10-Videoalben        | DE—DE | AT—AT | CH—CH | UK3UK | US2US |
| Videoalben in den Charts | DE—DE | AT—AT | CH—CH | UK3UK | US2US |

### Auszeichnungen für Musikverkäufe
| Land/RegionAuszeichnungen für Musikverkäufe (Land/Region, Auszeichnungen, Verkäufe, Quellen) | Silber     | Gold       | Platin       | Verkäufe    | Quellen                                                   |
| -------------------------------------------------------------------------------------------- | ---------- | ---------- | ------------ | ----------- | --------------------------------------------------------- |
| Argentinien (CAPIF)                                                                          | —          | Gold1      | —            | 20.000      | capif.org.ar                                              |
| Australien (ARIA)                                                                            | —          | 4× Gold4   | 12× Platin12 | 890.000     | aria.com.au                                               |
| Brasilien (PMB)                                                                              | —          | 4× Gold4   | —            | 150.000     | pro-musicabr.org.br                                       |
| Dänemark (IFPI)                                                                              | —          | Gold1      | —            | 45.000      | ifpi.dk                                                   |
| Deutschland (BVMI)                                                                           | —          | 4× Gold4   | 2× Platin2   | 1.400.000   | musikindustrie.de                                         |
| Europa (IFPI)                                                                                | —          | —          | Platin1      | (1.000.000) | ifpi.org (Memento vom 1. Januar 2014 im Internet Archive) |
| Italien (FIMI)                                                                               | —          | 4× Gold4   | 5× Platin5   | 510.000     | fimi.it                                                   |
| Japan (RIAJ)                                                                                 | —          | Gold1      | —            | 100.000     | riaj.or.jp                                                |
| Kanada (MC)                                                                                  | —          | 4× Gold4   | 13× Platin13 | 1.205.000   | musiccanada.com                                           |
| Mexiko (AMPROFON)                                                                            | —          | 2× Gold2   | —            | 125.000     | amprofon.com.mx                                           |
| Neuseeland (RMNZ)                                                                            | —          | Gold1      | 12× Platin12 | 315.000     | aotearoamusiccharts.co.nz NZ2 NZ3                         |
| Österreich (IFPI)                                                                            | —          | Gold1      | —            | 25.000      | ifpi.at                                                   |
| Schweden (IFPI)                                                                              | —          | Gold1      | —            | 15.000      | sverigetopplistan.se                                      |
| Schweiz (IFPI)                                                                               | —          | 2× Gold2   | —            | 45.000      | hitparade.ch                                              |
| Spanien (Promusicae)                                                                         | —          | 2× Gold2   | Platin1      | 120.000     | elportaldemusica.es                                       |
| Vereinigte Staaten (RIAA)                                                                    | —          | 6× Gold6   | 10× Platin10 | 13.800.000  | riaa.com                                                  |
| Vereinigtes Königreich (BPI)                                                                 | 7× Silber7 | 9× Gold9   | 12× Platin12 | 7.898.000   | bpi.co.uk                                                 |
| Insgesamt                                                                                    | 7× Silber7 | 47× Gold47 | 68× Platin68 |             |                                                           |